# Anneline Kriel
Anneline Kriel (Witbank, 28 de julho de 1955) é uma rainha da beleza da África do Sul apontada como Miss Mundo 1974 após a renúncia da primeira colocada, Helen Morgan, do Reino Unido, que era mãe solteira, algo proibido no concurso até hoje.
Anneline foi a segunda de seu país a receber este título, tendo sido precedida por Penelope Anne Coelen, que havia vencido em 1958. 

## Biografia
Nascida em Witbank, tem dois irmãos, Ernst e Renette. Estudou na Universidade de Pretória e atualmente vive nas Ilhas Maurício com o segundo marido e suas duas filhas, nascidas no primeiro casamento.

## Miss Mundo
Em tempos de Apartheid, em 1974 novamente a África do Sul enviou duas candidatas ao concurso: uma branca, Anneline, e uma negra.  
Anneline, então com 19 anos, ficou em segundo lugar no concurso, vencido por Helen Morgan, que derrotou outras 57 concorrentes no dia dia 22 de novembro, no Royal Albert Hall, em Londres.  

### Escândalo: a renúncia da vencedora
Helen Morgan, que havia vencido, renunciou quatro dias depois de ser eleita, quando se descobriu que ela era mãe solteira.

### Reinado
Para a Rooi Rose, em junho de 2017 ela disse que sofreu muito preconceito e boicote devido à questão racial. "Eu era muito ingênua, mas tive que aprender a lidar com as críticas".

## Vida após os concursos de beleza
Em seu Instagram, ela se descreve como: "Ex-Miss Mundo 1974, atriz e modelo. Esposa e mãe que ama animais. Agora vivo numa ilha tropical".
Casou-se duas vezes: em 1980 com Philip Tucker, com o qual teve duas filhas, Whitney e Tayla, e em 1996 com Peter Bacon. Vive com as filhas e Bacon nas Ilhas Maurício.
Como atriz, participou dos filmes Kill and Kill Again (1981), Reason to Die (1990) e The Tangent Affair (1989).